# Mario Cipriani (acteur)
Pour les articles homonymes, voir Mario Cipriani.
Mario Cipriani, né le 24 avril 1926 à Rome et mort le 23 octobre 2003 dans la même ville, est un acteur italien.

## Biographie
Dans les années 1960, il travaille avec Pier Paolo Pasolini dans Accattone (1961) et dans plusieurs épisodes de films collectifs. En particulier, dans La ricotta (un épisode de Ro.Go.Pa.G.), il est le protagoniste Stracci, un surnom qu'il conservera par la suite. Après la mort du réalisateur en 1975, il s'isole de ses amis et du cinéma. Dans les années 1990, il participe à plusieurs films, dont deux documentaires sur Pasolini et un sur l'acteur lui-même, I grattacieli sdraiati de Giulia D'Intino.

## Filmographie
- 1961 : Accattone de Pier Paolo Pasolini
- 1962 : Mamma Roma de Pier Paolo Pasolini
- 1963 : La ricotta  de Pier Paolo Pasolini, sketch de Rogopag
- 1967 : La Terre vue de la Lune  de Pier Paolo Pasolini, sketch du film Les Sorcières (Le streghe)
- 1968 : Que sont les nuages ? (Che cosa sono le nuvole ?)  de Pier Paolo Pasolini, sketch de Caprice à l'italienne
- 1981 : Sogni d'oro de Nanni Moretti
- 1996 : I magi randagi de Sergio Citti
- 1997 : La matta dei fiori (it) de Rolando Stefanelli (it) (court métrage)
- 1998 : Mi sei entrata nel cuore come un colpo di coltello de Cecilia Calvi (it)
- 2000 : Sud Side Stori (it) de Roberta Torre
- 2001 : Pier Paolo Pasolini et la Raison d'un rêve (Pier Paolo Pasolini e la ragione di un sogno) de Laura Betti et Paolo Costella